# Sono un fenomeno paranormale
Pour plus de détails, voir Fiche technique et Distribution.
Sono un fenomeno paranormale est un film italien réalisé par Sergio Corbucci, sorti en 1985.

## Fiche technique
- Titre : Sono un fenomeno paranormale
- Réalisation : Sergio Corbucci
- Scénario : Sergio Corbucci, Gianni Romoli, Alberto Sordi et Bernardino Zapponi
- Photographie : Sergio D'Offizi (it)
- Musique : Piero Piccioni
- Production : Mario Cecchi Gori et Vittorio Cecchi Gori
- Pays d'origine : Italie
- Genre : comédie
- Date de sortie : 1985

## Distribution
- Alberto Sordi : Roberto Razzi
- Eleonora Brigliadori
- Elsa Martinelli
- Maurizio Micheli : Prete
- Rocco Barocco : Maraja
- Marne Maitland
- Ines Pellegrini
- Mario Donatone